# 山形ミュージック昭和Session
ミュージック昭和 Session（ミュージックしょうわ セッション）は、山形県山形市にあるライブハウスである。

## 概要
山形市にある音楽店、ミュージック昭和が運営しており、店舗のすぐ近くに立地している。
プロ・アマチュア問わずバンドのライブや、スタジオセッションなどに利用される。

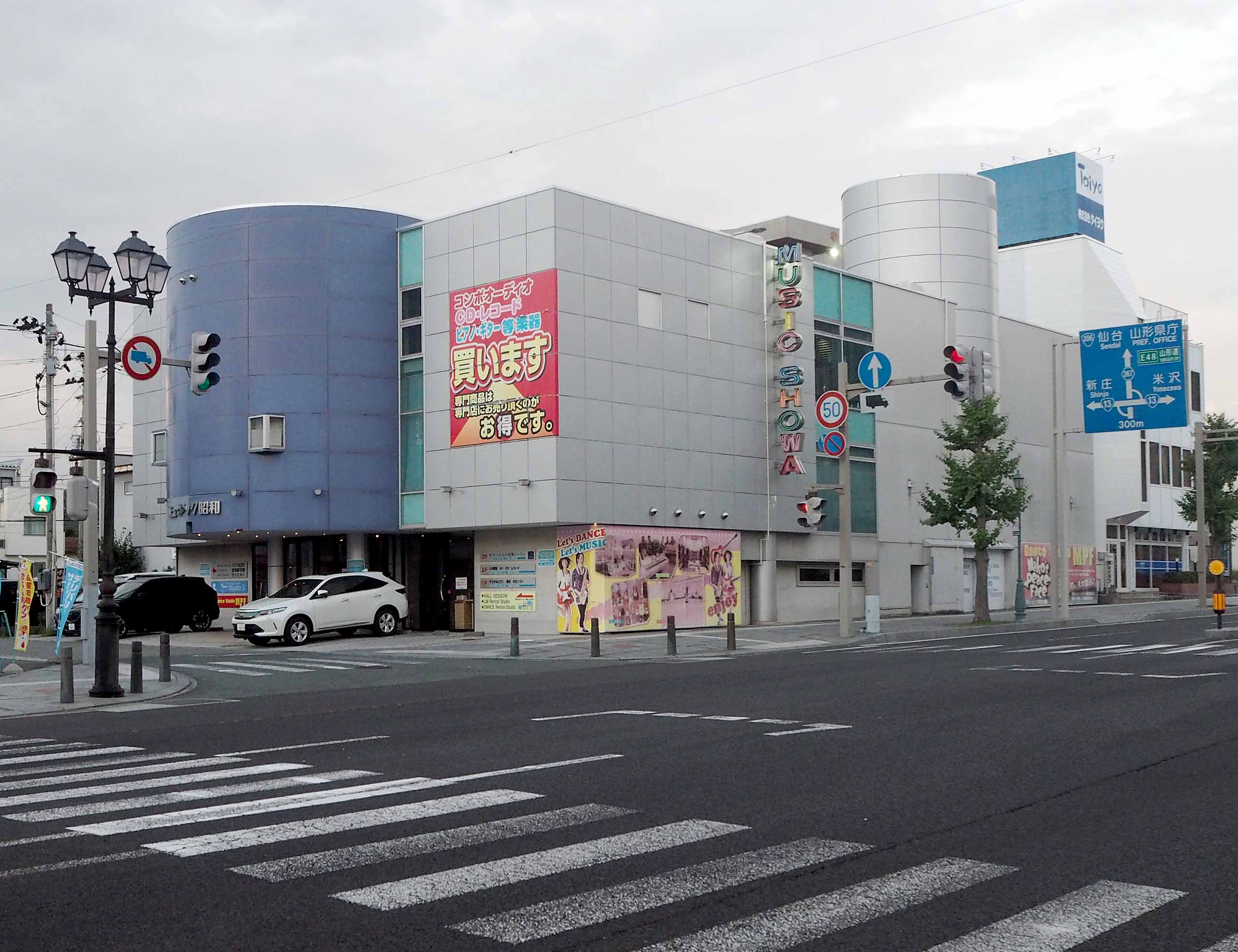
楽器店外観

## 施設概要
- 所在地 : 山形県山形市東原町4丁目19-10
- 最寄駅 : 奥羽本線山形駅から徒歩約30分[1]
  - 山交バスの県庁方面行きで「東原四丁目」下車。
  - 山形市コミュニティバス「ベニちゃんバス」東くるりんで「あこや集会所前」下車。
  - 山交バス・宮城交通の高速バス仙台 - 山形線で「南高前」下車。

ミュージック昭和の店舗利用者用の為の駐車場が数台分あるが、ライブ来場者の駐車場はないので注意が必要。